# Ban Chấp hành Trung ương lâm thời Đảng Cộng sản Việt Nam
Ban Chấp hành Trung ương lâm thời Đảng Cộng sản Việt Nam hay còn được gọi Ban Chấp hành Trung ương lâm thời Đảng là cơ quan do Hội nghị thành lập Đảng Cộng sản Việt Nam cử ra vào ngày 8/2/1930.

## Hoàn cảnh
Hội nghị thành lập Đảng Cộng sản Việt Nam tổ chức từ ngày 6/1 - 8/2/1930. Tại Hội nghị, Nguyễn Ái Quốc chủ trương đề xuất hợp nhất các tổ chức cộng sản. Chính cương, Điều lệ được các đại biểu tham dự Hội nghị tiến hành thảo luận; dưới sự chỉ đạo của Nguyễn Ái Quốc, Hội nghị đã đề cử Ban Chấp hành Trung ương lâm thời của Đảng Cộng sản Việt Nam.

## Cơ cấu
Theo đề nghị của Nguyễn Ái Quốc được toàn thể Hội nghị thông qua, cơ cấu Ban Chấp hành Trung ương lâm thời gồm:
- tại Bắc Kỳ, Trung Kỳ có 5 ủy viên do Đông Dương Cộng sản Đảng cử;
- tại Nam Kỳ có 2 ủy viên do Đông Dương Cộng sản Đảng và An Nam Cộng sản Đảng cử.

Theo đó Ban Chấp hành Trung ương lâm thời của Đảng gồm các ủy viên sau:
1. Trịnh Đình Cửu (tháng 8/1930 xin rút khỏi Trung ương vì lý do sức khỏe)
2. Trần Văn Lan
3. Nguyễn Hới (bị bắt ngày 6/5/1930)
4. Nguyễn Phong Sắc
5. Hạ Bá Cang (Hoàng Quốc Việt) (bị bắt ngày 14/5/1930)
6. Phạm Hữu Lầu (bị bắt ngày 24/7/1930)
7. Lê Mao
8. Ngô Đức Trì (bổ sung tháng 6/1930)
9. Lưu Lập Đạo (bổ sung tháng 6/1930)
10. Trần Phú (bổ sung tháng 7/1930)
11. Nguyễn Trọng Nhã (bổ sung tháng 8/1930)

Ban Chấp hành Trung ương cũng chỉ định Ban Thường vụ Ban Chấp hành Trung ương lâm thời gồm các ủy viên: Trịnh Đình Cửu, Trần Văn Lan, Nguyễn Hới. Trịnh Đình Cửu được Hội nghị đề cử phụ trách Trung ương lâm thời.

## Hoạt động
Sau khi thống nhất chung được các tổ chức cộng sản, tại Việt Nam phong trào cách mạng phát triển không những rộng lớn mà còn lan rộng sang Lào và Campuchia. Đầu năm 1930, chi bộ cộng sản đầu tiên tại Campuchia được thành lập tại trường Sisowath (Phnôm Pênh) do Nguyễn Xuân Phương làm Bí thư.
Giữa tháng 2/1930, Châu Văn Liêm và Nguyễn Thiệu về tới Sài Gòn đã cùng với Ban lâm thời chỉ đạo An Nam Cộng sản Đảng và Ngô Gia Tự, đại diện cho Đông Dương Cộng sản Đảng tại Nam Kỳ thành lập Ban lâm thời Chấp ủy của Đảng Cộng sản Việt Nam tại Nam Kỳ (Xứ ủy Nam Kỳ sau này).
Ngày 24/2/1930, thay mặt cho đại biểu của Quốc tế Cộng sản (tức Nguyễn Ái Quốc), Châu Văn Liêm, Nguyễn Thiệu, 2 Ủy viên Trung ương lâm thời là Hạ Bá Cang (Hoàng Quốc Việt) và Phạm Hữu Lầu cùng với Ngô Gia Tự, Bí thư lâm thời Chấp ủy Đảng Cộng sản Việt Nam ở Nam Kỳ đã họp Hội nghị, chấp nhận sự sáp nhập của Đông Dương Cộng sản Liên đoàn vào Đảng Cộng sản Việt Nam.
Sau khi Đông Dương Cộng sản Liên đoàn gia nhập vào Đảng Cộng sản Việt Nam, lần lượt các tỉnh ủy lâm thời được thành lập. Ngày 24/2/1930 Ban Cán sự Đông Dương Cộng sản Liên đoàn của tỉnh Khánh Hòa được chuyển thành Tỉnh ủy lâm thời Đảng Cộng sản Việt Nam tại tỉnh Khánh Hòa (Tỉnh ủy gồm Trần Hữu Duyệt, Lê Dung, Đỗ Long... do Trần Hữu Duyệt làm Bí thư); trong tháng 3/1930, Ban lâm thời Chấp ủy Đảng bộ Tp Sài Gòn được chỉ định (gồm năm người, do Nguyễn Văn Lợi làm Bí thư), Thành ủy Hà Nội, Tỉnh ủy lâm thời Quảng Nam, Tỉnh ủy lâm thời Hà Tĩnh được thành lập; trong tháng 4/1930, Tỉnh ủy lâm thời Thừa Thiên Huế, Tỉnh ủy lâm thời Mỹ Tho được thành lập...
Với tư cách Ủy viên Ban Chấp hành lâm thời Trung ương Đảng, Nguyễn Phong Sắc triệu tập Kỳ bộ Đông Dương Cộng sản Đảng ở Trung Kỳ và các đại biểu Đông Dương Cộng sản Liên đoàn ở Nghệ - Tĩnh, họp lại tại thành phố Vinh để thành lập Phân cục Trung ương Đảng Cộng sản Việt Nam ở Trung Kỳ. Địa bộ phận Trung ương Đảng Cộng sản Việt Nam gồm Nguyễn Phong Sắc, Lê Mao, Lê Viết Thuật... do Nguyễn Phong Sắc làm Bí thư. Trên cơ sở các chi bộ Đông Dương Cộng sản Đảng và Đông Dương Cộng sản Liên đoàn, Địa bộ phận Trung ương lần lượt chỉ định Ban Chấp hành lâm thời ở Nghệ - Tĩnh: Tỉnh bộ Vinh Lê Mao phụ trách; Tỉnh bộ Nghệ An do Nguyễn Liễn, Ủy viên Địa bộ phận Trung ương, phụ trách; Tỉnh bộ Hà Tĩnh do Trần Hữu Thiều (tức Nguyễn Trung Thiên), phái viên của Phân cục Trung ương, phụ trách.
Để phát triển cách mạng hơn nữa trong quần chúng công nhân, đầu tháng 7/1930, Tổng Công hội Nam kỳ được thành lập. Sau đó lần lượt các tạp chí cộng sản ra đời như: tạp chí Đỏ, báo Tranh đấu,...
Trước những diễn biến mau lẹ của cách mạng trong nước, đầu tháng 10/1930 Hội nghị lần thứ nhất Ban Chấp hành Trung ương Đảng được tổ chức.